# Фір-Парк
«Фір-Парк» (англ. Fir Park) — футбольний стадіон в Мотервеллі, Шотландія,  домашня арена ФК «Мотервелл».
Стадіон відкритий 1895 року. У 1995 році був реконструйований. 